# 弗里克高
弗里克高是一个历史地理与政治区域，于926年首次在文献中以弗里奇高（Frichgowe）的名字被提及。其位于今天的瑞士阿尔高州西北部。

## 地区历史
在8世纪加洛林王朝将领土划分为几个大区，奥格斯特高（Augstgau）是其中之一。大约在10世纪，奥格斯特高分为西部的锡斯高、西南部的布赫斯高和东部的弗里克高。弗里克高地区以阿勒河、莱茵河以及西部的默林巴赫河为界。
伦茨堡的阿诺德一世于1064年被任命为弗里克高方伯。在12世纪阿尔特-洪贝格领主（蒂尔斯泰因-洪贝格家族）暂时取得了弗里克高伯爵头衔，但在1173年，弗里克高再次成为伦茨堡遗产的一部分。由于伦茨堡的乌尔里希四世将腓特烈•巴巴罗萨任命为继承人，伦茨堡王朝灭亡后，皇帝于1173年3月在塞金根出庭时，将原本属于伦茨堡的卡斯特沃泰和弗里克高授予哈布斯堡伯爵。
1799年，法国军队占领了弗里克谷。结束了哈布斯堡在此400年的统治，弗里克高（Frickgau） 这个名字也不再使用，转而被称为弗里克塔克（Fricktal）。1802年2月20日，弗里克塔克州被宣布为法国保护国。1802年8月，应州当局的要求，该州并入海尔维第共和国。1803年2月19日，拿破仑·波拿巴下令解散该州，并将其与巴登州一起并入新成立的阿尔高州。